# Comuna Rîbalske, Ohtîrka
Rîbalske (în ucraineană Рибальське) este o comună în raionul Ohtîrka, regiunea Sumî, Ucraina, formată din satele Bandurî, Bidanî, Ivahî, Jolobî, Plastiukî, Rîbalske (reședința) și Șapovalivka.

## Demografie
Componența lingvistică a comunei Rîbalske
     Ucraineană (97,38%)
     Rusă (2,42%)
     Alte limbi (0,19%)
Conform recensământului din 2001, majoritatea populației comunei Rîbalske era vorbitoare de ucraineană (97,38%), existând în minoritate și vorbitori de rusă (2,42%).